# Zernest

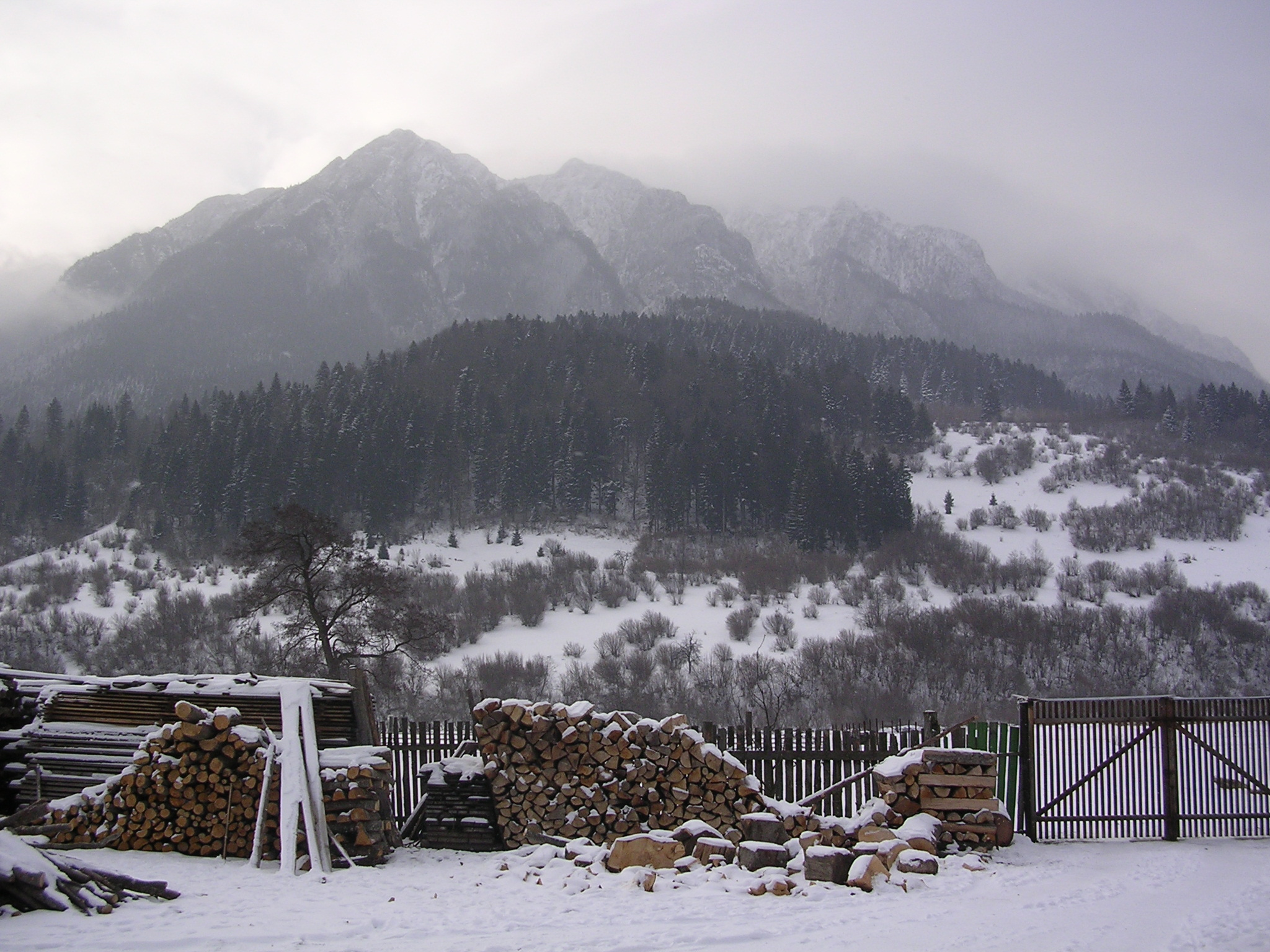
A Királykő Zernest felől

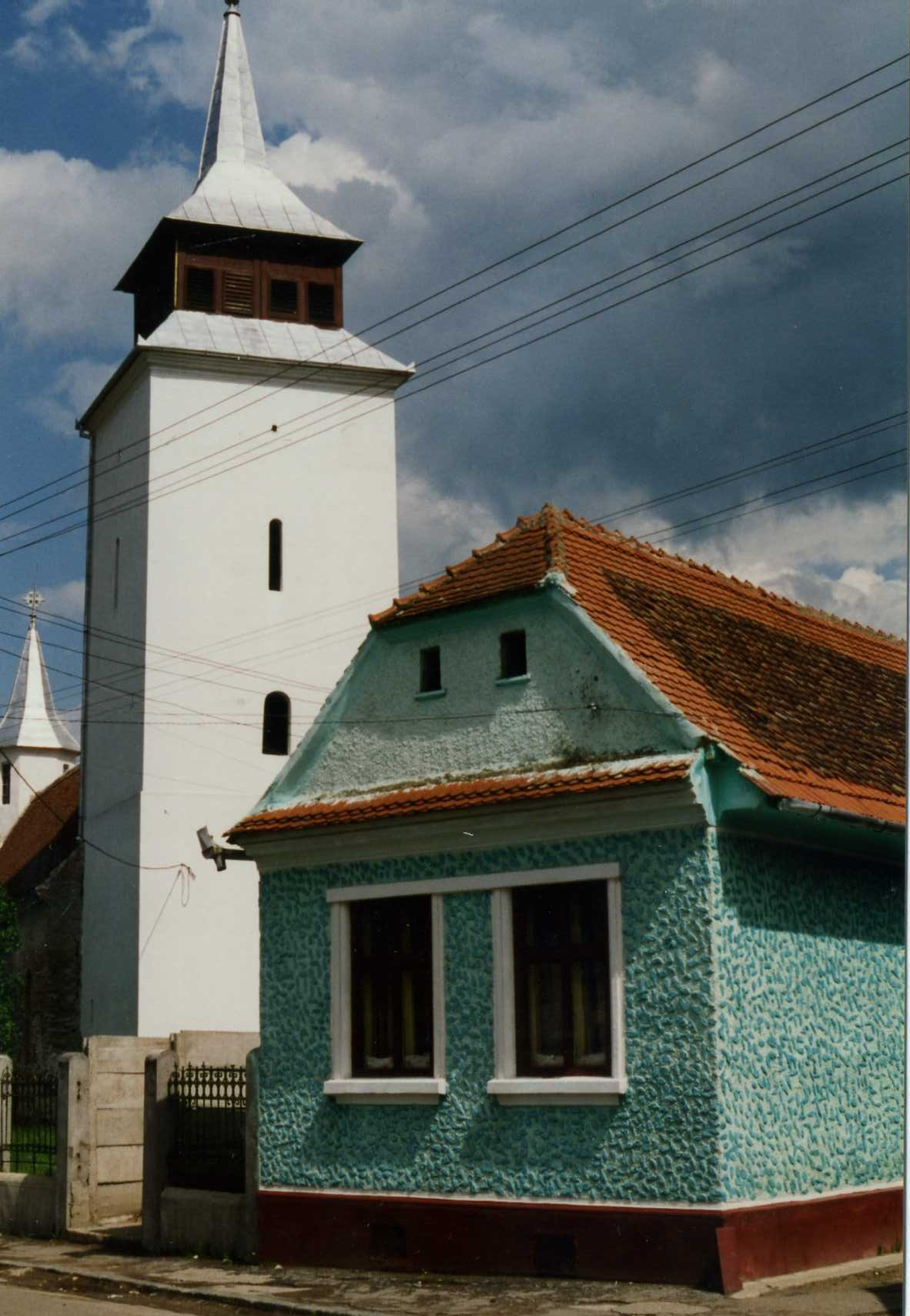
A Szent Miklós ortodox templom

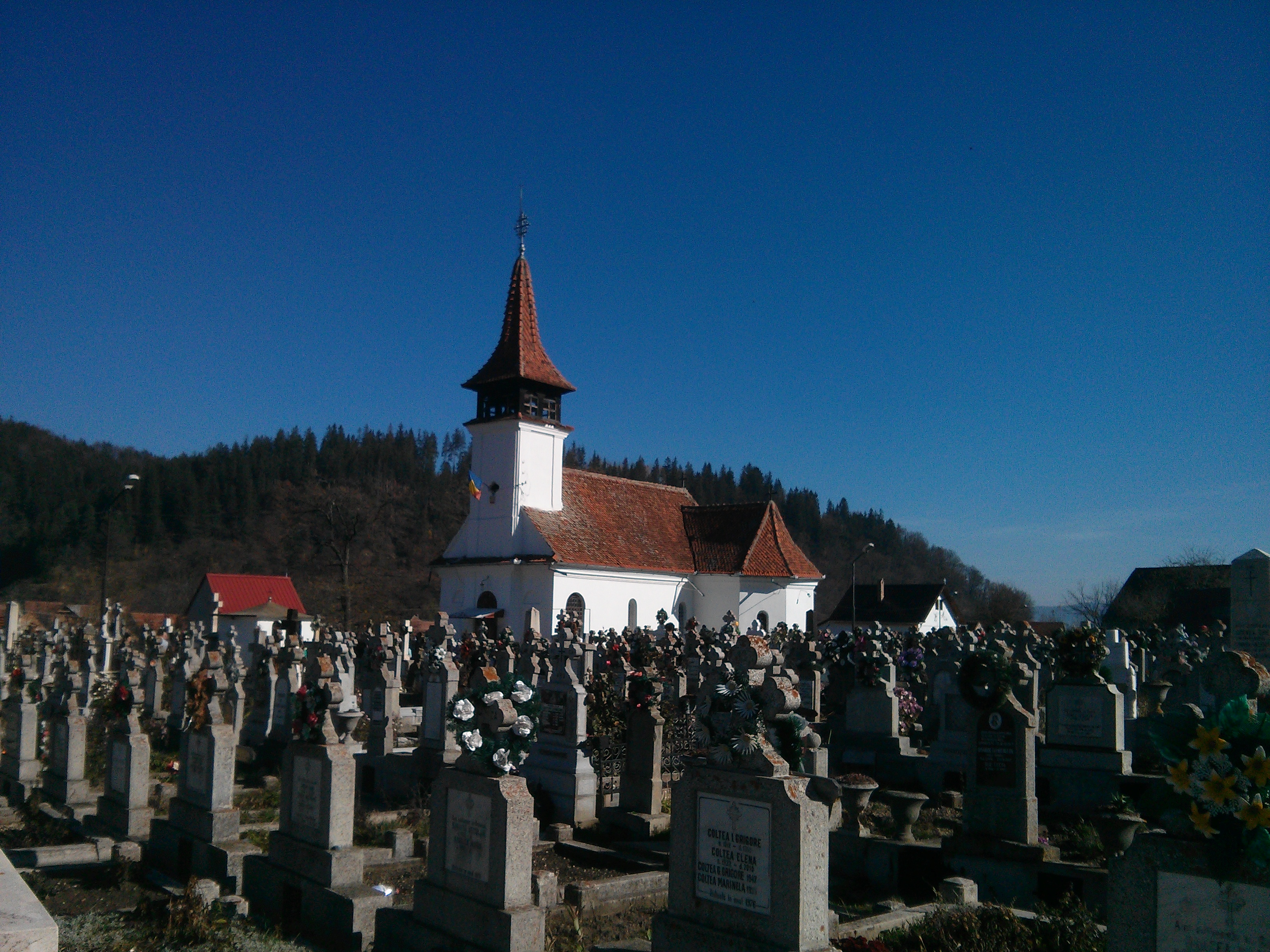
Az Istenanya Születése ortodox templom

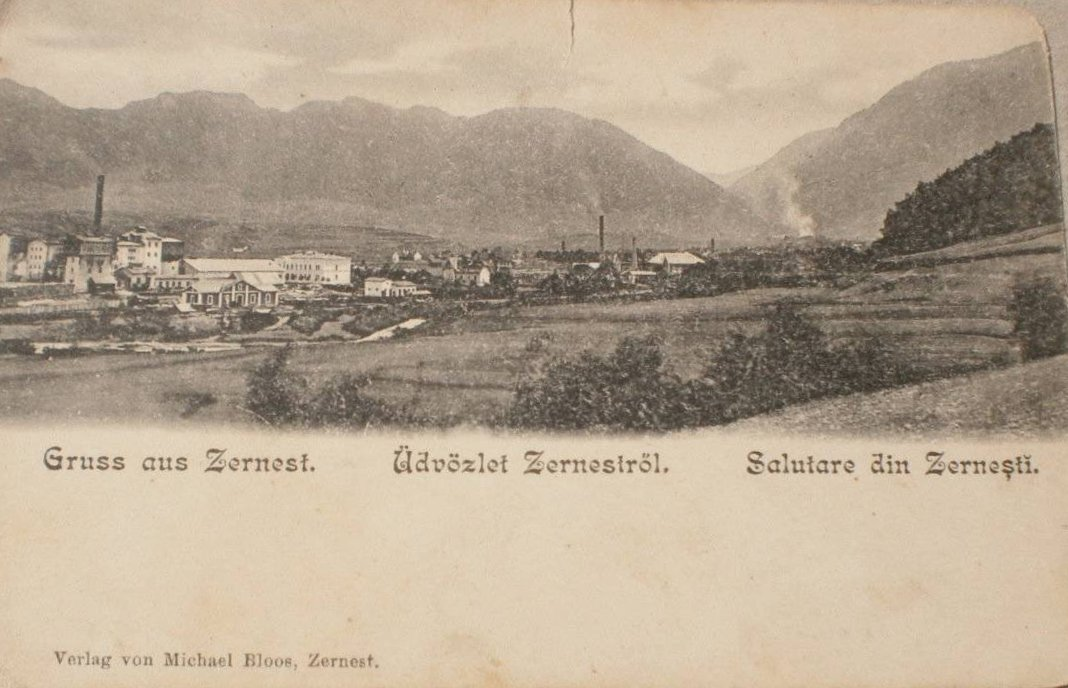
A papírgyár az 1900-as években

Zernest (Zernyest, románul Zărnești, németül Zernescht vagy Zernen, szászul Särnescht) város Romániában, az erdélyi Barcaságban, Brassó megyében. A város része a vele össze nem épült Ótohán, és közigazgatásilag hozzátartozik Újtohán is.

## Fekvése
Brassótól 24 km-re délnyugatra, a Barca partján, a Királykő északi, a Persányi-hegység déli lábánál fekszik. A városközpont tengerszint feletti magassága 722 méter.

## Nevének eredete
Neve a szláv eredetű Zerne személynév (vö. délszláv Zrna) román képzővel elláttott alakja. Először 1367-ben, magyaros formában említik (Zernehaza). Későbbi említései: Zerne (1395), Zirna és Zirma (1413), Cerne (1550), Czernest (1567). Mai névalakja 1760-62-ből adatolható.
A magyarországi helységnevek egységes törzskönyvezése során a Községi Törzskönyvbizottság 1908-ban, majd 1911-ben ismét a Zernyest nevet javasolta a község számára, azzal az indoklással, hogy „így kevésbé idegenszerű”. Ezt azonban sem történeti adatok, sem a helyben élő soknyelvű lakosság névhasználata nem támasztotta alá, ezért a község nem fogadta el és részben emiatt a hivatalos névnek a belügyminiszter általi megállapítása elmaradt.
Viszont a zernyesti csata csak zernyesti névformával szerepel (például Jókai Mórnál, itt). Orbán Balázs pedig A Székelyföld leírása VI. kötetében (1873), a 390–392. oldalon foglalkozik a helységgel és végig Zernyest alakot használ, sohasem Zernestet. A római katolikus plébánia is zernyestinek nevezi magát: itt, miként a helyi magyar közösségi ház is.

## Története
A 14–19. században a törcsvári uradalomhoz tartozó román falu volt és azzal együtt Brassó városa birtokolta.
1690. augusztus 21-én a Havasalföldről váratlanul, hegyi ösvényeken betörő Thököly Imre török-tatár-román serege itt verte meg Heissler császári altábornagy és Teleki Mihály kancellár, főgenerális kétszeres túlerőben lévő seregét, ezzel utoljára kísérelve meg Erdély visszaszerzését. A csatában Teleki Mihály elesett, Heissler tábornok pedig fogságba került. A tábornokot Thököly később kicserélte császári fogságban ülő feleségéért, Zrínyi Ilonáért, aki ezután követte őt Törökországba.
Gazdaságában kiemelkedő szerepe volt az esztenás juhtartásnak. 1746-ban egy családfőre átlagosan 9–10 juh jutott. A 19. században a juhászat jelentősége visszaesett, 1895-ben már csaknem kétszer annyi szarvasmarhát tartottak, mint juhot (utóbbi állománya 150 év alatt kb. harmadára fogyatkozott). 1893-ban határának 69%-a erdőből, 13%-a rétekből, 8%-a legelőkből állt.
1786-ban népes falu, kb. 2250 lakossal. A 18. század végétől a vasút megépültéig virágkorát élte a fuvarozás, 8–12 ló vontatta nagy szekereikkel a zernestiek Konstantinápolyba, Lipcsébe és Drezdába is eljutottak. A zernyesti fuvarosok saját „céhbe” tömörültek, és 1878-ban a törcsváriakkal felosztották egymás között a környék vásárait. A fuvarozásnak a vasutak megépülte vetett véget. Az 1840-es években a brassói Constantin Ioanovici pamutfonó manufaktúrája 40 munkást alkalmazott és évi 20 ezer kg gyapotot dolgozott föl, de az 1850-es évek elején csődbe ment. 1868-ban heti- és két országos vásár tartására kapott szabadalmat. Az ottani szájhagyomány szerint a 19. század második felében Zernyestről települt a Dâmbovița megyei Brebu.
1852-ben Rudolf Orghidan és részvényestársai, brassói román kereskedők az ortodox egyház telkén, a helység északkeleti határában papírgyárat alapítottak. A gépek beszerzésével és a gyár vezetésével az itt birtokkal rendelkező George Bariț-ot bízták meg. A termelés 1857-es indulásakor ez volt a legnagyobb erdélyi papírgyár. 1880-ban a Copony cég vásárolta meg, majd 1918-ban eladta egy budapesti vállalatnak, amely 1925 után fokozatosan korszerűsítette. Mellette ugyancsak budapesti tőkéből 1891-ben cellulózgyárat alapítottak, Kronstädter Papierstoff Fabrik A. G. néven. A részvénytársaság 1903-ban felvásárolta a turócszentmártoni, 1916-ban a brăilai cellulózgyárat. A gyárak főként az 1880-as évektől magyar és szász munkásokat is idevonzottak.
1860-ban a község elsőként nyilvánította hivatali nyelvéül a román nyelvet. A közleményt valószínűleg Bariț fogalmazta. Ezt a példát a következő másfél évben több száz község követte. 1869-ben Bariț adományából itt jött létre az első román elemi iskolai könyvtár. 1875-ben új, emeletes ortodox felekezeti iskolát építettek. A 20. század elején több, szász tulajdonban lévő fűrészüzeme is működött. 1890-ben létesült benne gyógyszertár. Az 1900-as években főként a régi házak épültek még rakófából és zsúpfedéllel, 1870 óta egyre inkább szász vagy magyar kőművesek építették őket, szász mintára.
1876-tól Fogaras vármegye Törcsvári járásához tartozott. 1911-ben ide helyezték át a járás székhelyét. 1925-ben az egész járást Brassó megyéhez csatolták. 1939-ben egy klórral teli kazán robbanásakor 72 papírgyári munkás halt meg. 1936-ban kohászati gyára létesült.
1950-ben kapott városi címet. 1964-ben hozzácsatolták Ótohánt. A szocializmus alatt több lakótelepet építettek, közülük nagyobbak a Blocuri (1951–70, Ótohán és Zernest között), a Jidoghină (1970–84, a város nyugati részén) és a Zărnești-Sud (1975–90, a város déli peremén) negyedek. Az 1970-ben nyitott nikkelbányát 1991-ben zárták be.

## Látnivalók
- Innen indulnak a turistautak a Királykőre.
- A cinteremmel körülvett Szt. Miklós ortodox templomot Neagoe Basarab havasalföldi vajda alapította 1515-ben. Mai formáját azonban 1810-ben kapta, amikor alaprajzát a brassói Szt. Miklós temploméhoz igazították. A 18. században esperesi székhely volt.
- Az Istenanya Születése ortodox templom 1791-ben épült. Az építés idejéből való külső festése a keleti apszison maradt meg.
- A vasútállomás mellett, a város északkeleti végében található a papírgyári negyed. Itt áll a reformátusok 1925-ben és a római katolikusok 1927-ben elkészült temploma.
- 2001-ben újraalapították a várostól négy km-re, a Királykő Colțul Chiliilor nevű északi kiszögellésénél 1723 előtt alapított kolostort, amelyben 1780-ban öt szerzetes élt és amelyet 1781-ben a brassói városi tanács rombolt le.[14] A hely forrását csodatévőként tisztelik, az ugyancsak gyógyító erejűnek hitt barlangot templomnak rendezték be.

## Lakossága
1850-ben 2392 lakosából 2184 román és 202 cigány nemzetiségű volt.

1910-ben 4253 lakosából 3327 román, 634 magyar és 289 német anyanyelvű volt, felekezet szerint 3302 ortodox, 373 római katolikus, 314 evangélikus, 135 református és 87 unitárius. A Papír- és cellulózgyári telepet 461-en lakták, közülük 262 magyar, 176 német és 22 román anyanyelvű.

2002-ben 23 888 lakosából 22 456 román, 879 cigány és 488 magyar nemzetiségű, 22 610 ortodox és 542 római katolikus vallású.

## Gazdasága
- Papírgyára[15] jelenleg Románia legnagyobb, papírt újrahasznosító üzeme. Karton csomagolóanyagokat gyárt.
- A Tohan fegyvergyárat lásd Ótohánnál.

## Sport
- Motokrosszpálya.

## Testvérvárosok
- Markkleeberg, Németország

## Híres emberek
- Itt született 1828-ban Ioan Mețianu ortodox érsek, metropolita.
- Itt született 1858-ban Vutskits György zoológus, premontrei tanár.
- Itt született 1893-ban Grete Csaki-Copony festőművész.
- Itt született 1901-ben Tuzson Pál vegyész.
- Itt született 1941-ben Ulpiu Vlad zeneszerző.
- Gyakran tartózkodott itt George Bariț publicista, politikus, a 19. századi román szellemi élet jelentős alakja.
- Itt esett el Teleki Mihály erdélyi tanácsos, főgenerális a török szultán által Erdély elfoglalására küldött Thököly Imre ellen harcolva 1690. augusztus 21-én.